# Крило сиворакші
«Крило сиворакші» (нім. Blaurackenflügel) — акварельний малюнок німецького художника Альбрехта Дюрера. В цей же період художник намалював мертву сиворакшу. Обидва малюнки зберігаються в Галереї Альбертіна у місті Відень.

## Історія
1500 року Дюрер розпочав серію детальних зображень тварин і рослин. 1528 року художник опублікував працю «Теорія пропорцій» (нім. Proportionslehre), в якій умістив свої натюрморти.
Малюнок створено між 1500—1512 роками у розмірах 19.6 x 20 см. 2013 року малюнок разом з іншими творами Дюрера позичили для експозиції в Національній галереї мистецтва в Вашингтоні.
Молодий Дюрер спочатку навчався золотарського ремесла, але згодом присвятив себе малярству. Він інтенсивно студіював концепцію кольорів та простору, особливо надихався творами Андреа Мантенья та Джованні Белліні. Твори Дюрера заклали основу для розвитку Північного Відродження в Німеччині. Малюнок «Крило сиворакші» став не тільки тріумфом Дюрера у роботі з барвами, але головним чином у роботі з темними та світлими кольорами. Твір вказує на здатність Дюрера точно зображати деталі, його вміння малювати природу дуже реалістично, особливо коли йдеться про колористику.